# Verena Wiesmann
Verena Wiesmann, geborene Verena Grundmann (* 11. Oktober 1941 in Hannover), ist eine deutsche Politikerin (CDU).
Grundmann besuchte zunächst Schulen in Hannover und machte dann eine Ausbildung zur Dolmetscher- und Fremdsprachenkorrespondentin. Sie arbeitete als Fremdsprachensekretärin bei einer Spezial-Maschinenfabrik und war als Dolmetscherin für verschiedene ausländische Firmen tätig. Diese Anstellung unterbrach sie durch die Erziehungsjahre für ihre Kinder.
Grundmann ist seit 1971 Mitglied der CDU und wurde Kreisvorsitzende der CDU-Frauenvereinigung. Sie arbeitete in der Spätaussiedler-Betreuung sowie in der Sozial-Kommission der Europäischen Frauen-Union. Zwischen 1972 und 1974 war sie Ratsherrin der Kreisstadt Syke/Grafschaft Hoya und übte ab 1978 das gleiche Amt im Rat der Stadt Braunschweig aus.
Sie war als Abgeordnete in der zehnten Wahlperiode Mitglied des Niedersächsischen Landtages vom 21. Juni 1982 bis 20. Juni 1986.